# Winifred Watkins
Winifred May Watkins (* 6. August 1924 in Shepherd´s Bush, London; † 3. Oktober 2003) war eine britische Biochemikerin, bekannt für ihren Beitrag zur Aufklärung der chemischen Natur der Blutgruppen-Antigene.

## Ausbildung und Tätigkeit in der Lehre
Watkins besuchte die Godolphin and Latymer Girl School in Hammersmith und machte mitten im Zweiten Weltkrieg 1942 ihren Abschluss. Aufgrund des Krieges konnte sie nicht Medizin studieren und nahm als Teil eines Kriegsfreiwilligendienstes einen Laborposten am Lister Institut unter Leitung von Walter Morgan (1900–2003) an. Gleichzeitig studierte sie abends am Chelsea Polytechnic der Universität London Chemie mit dem Bachelorabschluss 1947. Vorher erschienen aber 1944 ihre ersten wissenschaftlichen Veröffentlichungen – da sie keinen Abschluss hatte mit Sondergenehmigung des Institutsdirektors. 1947 verließ sie das Institut, um an der Medical School des St. Bartholomew´s Hospital der Universität London zu studieren, wo sie 1950 bei dem Immunchemiker Arthur Wormall promoviert wurde. Danach kehrte sie zu Morgan in die Blutgruppen-Forschungsgruppe des Lister Instituts zurück. 1960/61 war sie mit einem Stipendium des Wellcome Trust bei William Hassid an der University of California, Berkeley. Später war sie Professor für Biochemie an der Medical School des Imperial College (Hammersmith Hospital) und zeitweise Fakultätsvorstand.

## Forschungstätigkeit
Am Lister Institut (das 1975 geschlossen wurde) begann während des Kriegs die jahrzehntelange Zusammenarbeit von Morgan und Watkins zur Charakterisierung der Antigene (bei denen es sich um Glykoproteine handelt), die für die Blutgruppen verantwortlich waren. Sie benutzten dazu damals teilweise neue chemische Techniken und nahmen die in der Flüssigkeit von Eierstock-Zysten gelösten Substanzen als Ausgangsbasis. Sie leisteten damit Pionierarbeit bei der Untersuchung von Glykoproteine an Zelloberflächen, die in den 1990er Jahren unter anderem (neben ihrer Rolle in der Immunologie) wegen ihrer Rolle in der Zell-Zell-Kommunikation, bei Krebsmetastasierung und bei Entzündungsprozessen Gegenstand intensiver Forschung wurden.

## Auszeichnungen
1969 erhielt sie mit Anne-Marie Staub und Hiroshi Nikaidō den Paul-Ehrlich-und-Ludwig-Darmstaedter-Preis (wie ein Jahr zuvor Morgan). Sie war Fellow der Royal Society (1969) und gewann 1988 deren Royal Medal. Sie erhielt die Franz Oehleckler Medaille der Deutschen Gesellschaft für Transfusionsmedizin (1989) und den Phillip Levine Award der American Society of Chemical Pathologists (1990). Außerdem war sie Mitglied der Königlich Schwedischen Akademie der Wissenschaften (1988) und der Polnischen Akademie der Wissenschaften (1988). Sie war Ehrenmitglied der British Blood Transfusion Society und der International Society of Blood Transfusion (1983), Fellow der Academy of Medical Sciences, Ehrenmitglied der Biochemical Society und der Japanischen Biochemischen Gesellschaft, Fellow des Royal College of Physicians und des Royal College of Pathologists. 1967 erhielt sie den Karl Landsteiner Memorial Award der American Association of Blood Banks und 1986 erhielt sie den Kenneth Goldsmith Award der British Blood Transfusion Society. Sie war Ehrendoktor der Universität London (D. Sc. 1963) und der Universität Utrecht (1990).